# André Deveaux
André Deveaux (ur. 23 lutego 1984 w Freeport, Bahamy) – kanadyjski hokeista pochodzący z Wysp Bahama.

## Kariera klubowa
- Fort Erie Meteors (1999-2000)
- Belleville Bulls (2000-2003)
- Owen Sound Attack (2003-2004)
- Springfield Falcons (2004-2006)
- Johnstown Chiefs (2006)
- Chicago Wolves (2006-2008)
- Toronto Maple Leafs (2008-2010)
- Toronto Marlies (2008-2010)
- Chicago Wolves (2010-2011)
- New York Rangers (2011)
- Connecticut Whale (2011-2012)
- San Antonio Rampage (2012-2013)
- Awtomobilist Jekaterynburg (2013-2014)
- Rögle BK (2014-2015)
- Sparta Praga (2017)
- Sheffield Steelers (2017-)

Występował w rozgrywkach OHL w ramach CHL, AHL, ECHL i NHL. Od października 2013 zawodnik rosyjskiej drużyny Awtomobilist Jekaterynburg w rozgrywkach KHL. Od grudnia 2014 zawodnik. Odszedł z klubu w marcu 2015. Od stycznia do kwietnia 2017 zawodnik Sparty Praga. Od października 2017 zawodnik angielskiego klubu Sheffield Steelers.

## Sukcesy
Klubowe
- Leyden Trophy: 2001, 2002 z Belleville Bulls
- Norman R. „Bud” Poile Trophy: 2008 z Chicago Wolves
- Puchar Caldera - mistrzostwo AHL: 2008 z Chicago Wolves